# Pakol

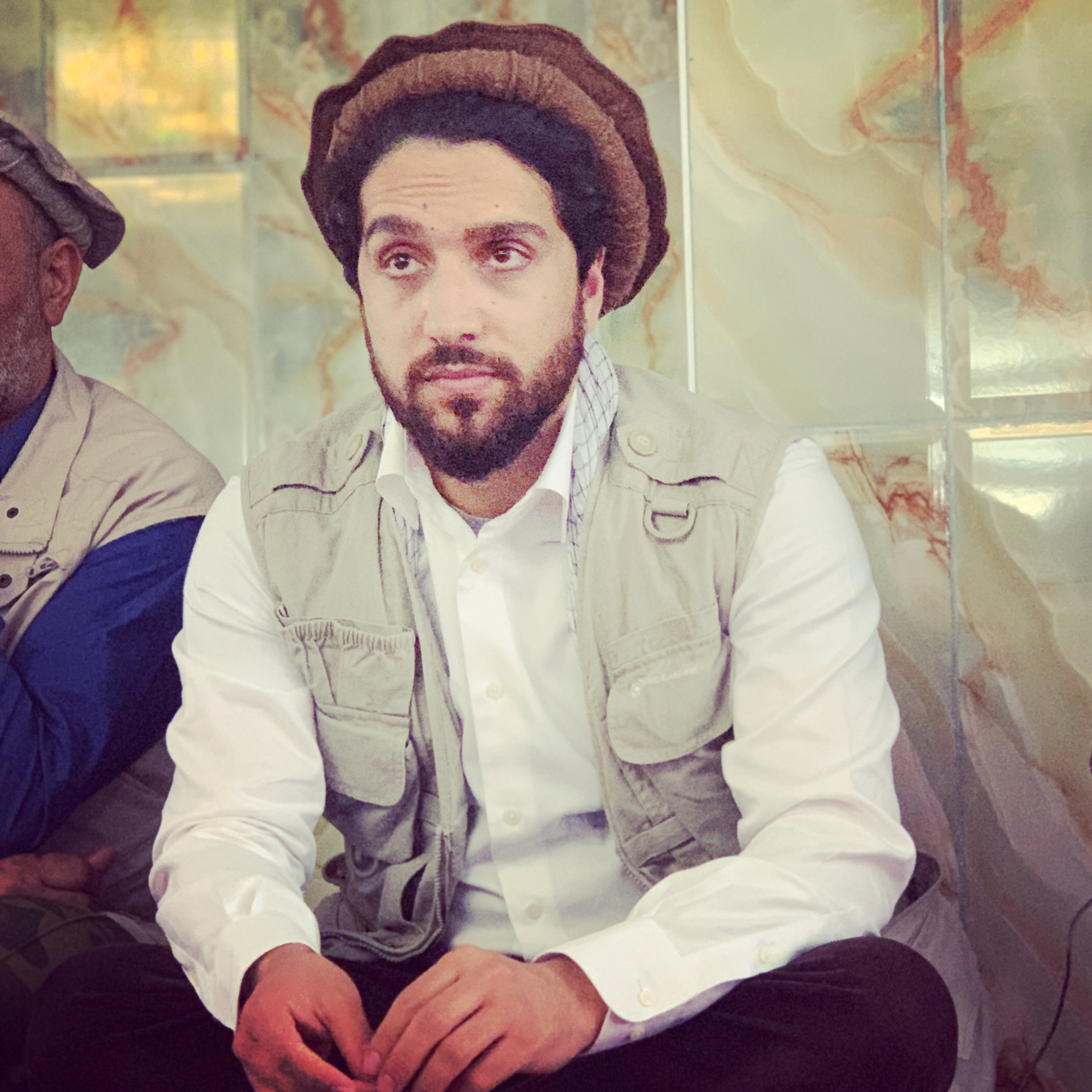
Ahmad Massoud mit der Pakol

Der Pakol (auch Pakul oder Khapol aus der Khowar-Sprache von Chitral) ist eine weiche, runde Kopfbedeckung für Männer, gewöhnlich aus Wolle. Die Kappe wird vor allem von Männern in den Gebirgsregionen Pakistans und Afghanistans getragen, wo sie bei Paschtunen, Tadschiken, Nuristani und anderen Ethnien beliebt ist. Einige Beinamen nach Region oder Ethnie sind „afghanische Mütze“, „Paschtunenmütze“, „Hunza-Mütze“ und „Chitral-Mütze“.

## Beschreibung
Der Pakol ist in der Regel „erdfarben“ (braun, schwarz, grau oder elfenbein). Bevor er angepasst ist, ähnelt er einer Tasche mit einem runden, flachen Boden. Die Oberseite ist flach und rund und von einem zusammengerollten Band umfasst. Durch dieses Band ist es möglich, den Pakol in kalten Tagen über Ohren und Nacken zu krempeln. Mit einer angenähten Schnur kann die Größe des Pakols an den Kopf angepasst werden, um so zusätzlichen Halt zu gewähren. Der Träger rollt die Seiten hinauf und bildet ein dickes Band, dann sitzt der Pakol wie ein Barett oder eine Kappe.
Der Pakol entstand in Nuristan. Er kam unter den nordöstlichen Paschtunen-Stämmen im frühen 20. Jahrhundert auf, als Ersatz für den großen Turban. Früher wurde er von Schäfern im Nordwesten Pakistans getragen, heute wird der Pakol von Männern aller sozialen Gesellschaftsschichten verwendet.

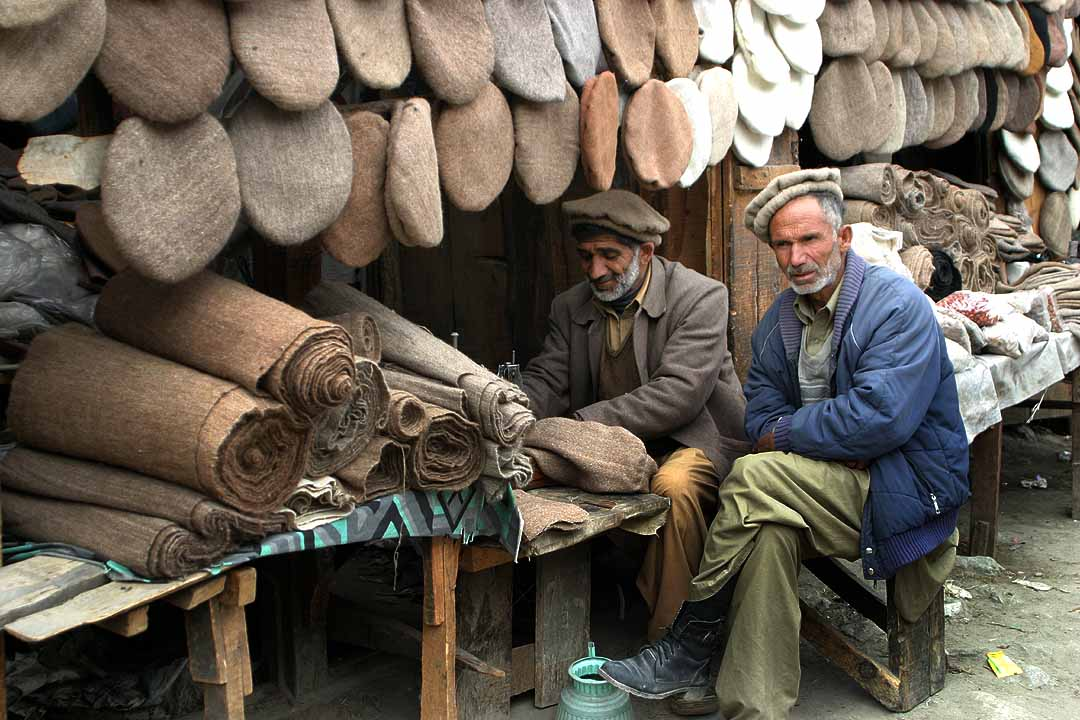
Verkauf von Pakols in Pakistan

Er gewann auch Beliebtheit unter den Tadschiken von Panjshir und Badachschan. Dort gibt es zwei Grundarten von Pakol:
- Chitrali-Stil, mit genähtem Rand
- Gilgiti-Stil, meist getragene, mit einfachem Kopfband

Es gibt weitere Variationen in Pakistan und Afghanistan. Der Pakol hat eine Ähnlichkeit mit der antiken griechischen Kausia.